# Mouzon (commune déléguée)
Pour les articles homonymes, voir Mouzon.
Mouzon est une ancienne commune française située dans le département des Ardennes en région Grand Est.
Le 1er mars 1965, Villemontry est rattachée à la commune de Mouzon.
Par arrêté préfectoral du 14 décembre 2015, les communes d'Amblimont et Mouzon forment le 1er janvier 2016, la nouvelle commune de Mouzon.

## Géographie
La commune se situe à la croisée de la Meuse et de l’ancienne voie romaine qui va de Reims à Trèves. La rivière Yoncq se jette dans la Meuse sur le territoire communal.

## Toponymie
Le nom de la ville est d'origine celtique et signifie « le marché de la Meuse » (Moso-magus). Elle peut être identifiée à Mosa sur la table de Peutinger sur la route de Reims à Cologne.

## Histoire
À l'âge du fer (800 ans av. J.-C.) puis à l'époque celtique (600 av. J.-C.), un espace destiné aux cérémonies religieuses y était établi, un peu en hauteur et à l'extérieur de la ville actuelle. Ce sanctuaire était à proximité de la frontière entre les peuples gaulois des Rèmes et des Trévires. À l'époque gallo-romaine, ce site (dit du Flavier) continue à être utilisé, avec une cella en dur de 17 m2 à l'emplacement de la construction primitive. Deux espaces pavés sont construits ultérieurement. Au IIe siècle, un temple plus vaste est édifié. Un charnier atteste de l'immolation d'animaux. Après le partage de 843, c'est une ville d'empire mais elle dépend de l’Évêché de Reims pour le spirituel et le temporel. Jusqu'au XIIe siècle ce Castrum est le second siège des évêques et est le lieu de synodes mais surtout de rencontres : entre Robert II et Henri II en 1023, entre Calixte II et Henri V en 1119, entre Philippe-Auguste et Frédéric Barberousse en 1187.

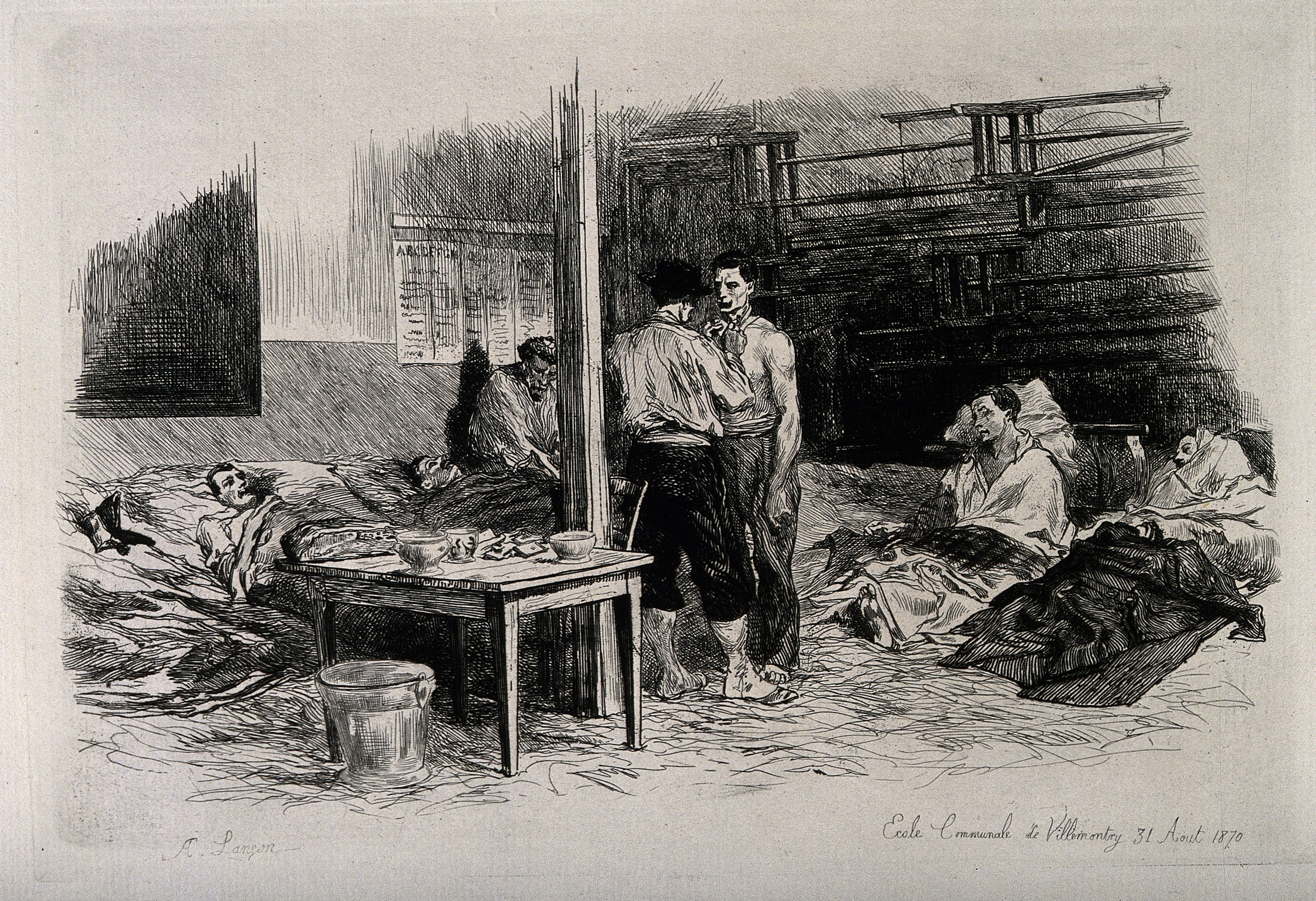
Blessés de la Guerre de 1870 à Villemontry, dessin d'Auguste André Lançon.
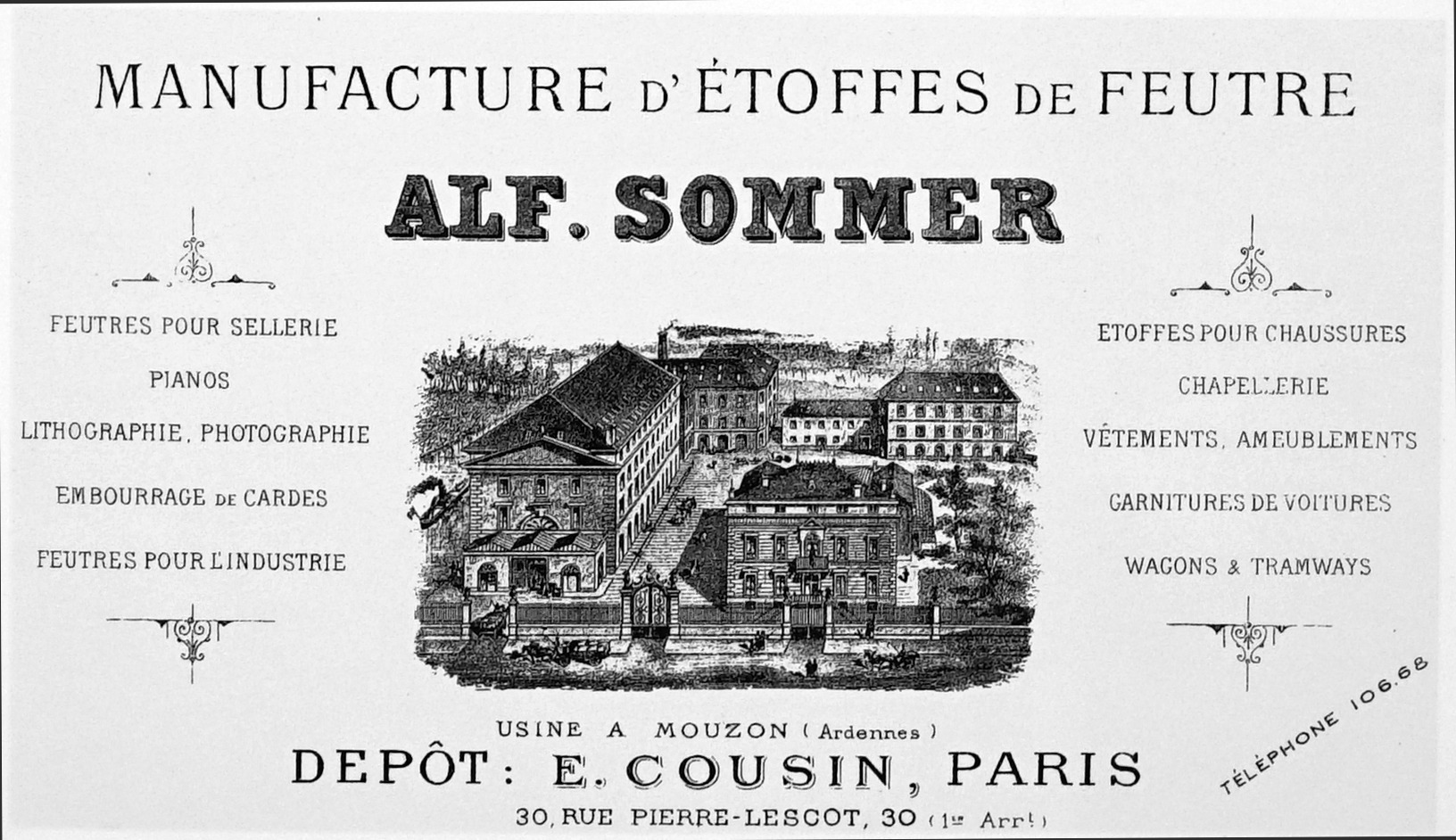
Publicité de l'ancienne manufacture de feutre de la famille Sommer.

L'abbaye sainte-Vanne de Verdun avait obtenu de l'empereur Henri II de frapper monnaie à Mouzon, l'archevêque Ebles la rattachait à la monnaie de Reims. La charte de Beaumont en Argonne de 1182 marque un nouvel essor de la ville.
Le traité de Saint-Maur (1465) donne la seigneurie de Mouzon au Duc  Jean II de Lorraine avant d'être intégré à la principauté de Sedan un siècle plus tard.
La ville a été assiégée par les troupes royales lors de la Fronde en 1652. Elle est à nouveau assiégée l’année suivante, pour tomber le 1er octobre 1653.
- Percée de Sedan du 10 mai 1940.

### Décoration française
- Croix de guerre 1914-1918 décernée le 12 août 1920.

## Politique et administration

### Liste des maires

#### Liste des maires avant 2016
| Période                                  | Période       | Identité            | Étiquette | Qualité                                                         |
| ---------------------------------------- | ------------- | ------------------- | --------- | --------------------------------------------------------------- |
| Les données manquantes sont à compléter. |               |                     |           |                                                                 |
| 1789                                     | ?             | Jean Nicolas Mangin |           |                                                                 |
| 1879                                     | 1892          | Victor Thiriet      |           | Conseiller général                                              |
| 1892                                     | 1923          | Albert Ollivet      | Rad       | Industriel Conseiller général (1892-1931)                       |
| 1931                                     | 1935          | Jules Detante       | Rad       | Vétérinaire Conseiller général (1931-1940)                      |
| 1935                                     | 1944          | Maurice Ollivet     |           | Industriel                                                      |
| 1977                                     | 1983          | Jean Saliou         | PS        | Ouvrier, commerçant puis économe Conseiller général (1976-1982) |
| ?                                        | ?             | Robert Legris       | UDF       | Conseiller général (1982-1994)                                  |
| ?                                        | 2008          | Michel Vicq         | UDF       | Conseiller général (1994-2008)                                  |
| mars 2008                                | décembre 2015 | Gérard Renwez       | DVD       |                                                                 |

#### Liste des maires délégués depuis 2016
| Période          | Période  | Identité      | Étiquette | Qualité |
| ---------------- | -------- | ------------- | --------- | ------- |
| 1er janvier 2016 | En cours | Gérard Renwez | DVD       |         |

## Population et société

### Démographie
L'évolution du nombre d'habitants est connue à travers les recensements de la population effectués dans la commune depuis 1793. À partir du 1er janvier 2009, les populations légales des communes sont publiées annuellement dans le cadre d'un recensement qui repose désormais sur une collecte d'information annuelle, concernant successivement tous les territoires communaux au cours d'une période de cinq ans. 
Pour les communes de moins de 10 000 habitants, une enquête de recensement portant sur toute la population est réalisée tous les cinq ans, les populations légales des années intermédiaires étant quant à elles estimées par interpolation ou extrapolation. Pour la commune, le premier recensement exhaustif entrant dans le cadre du nouveau dispositif a été réalisé en 2004,.
En 2013, la commune comptait 2 202 habitants, en évolution de −7,94 % par rapport à 2008 (Ardennes : −1,26 %, France hors Mayotte : +2,49 %).
| 1793  | 1800  | 1806  | 1821  | 1831  | 1836  | 1841  | 1846  | 1851  |
| ----- | ----- | ----- | ----- | ----- | ----- | ----- | ----- | ----- |
| 1 800 | 2 152 | 2 061 | 2 263 | 2 320 | 2 528 | 2 641 | 2 388 | 2 390 |

| 1866  | 1872  | 1876  | 1881  | 1886  | 1891  | 1896  | 1901  | 1906  |
| ----- | ----- | ----- | ----- | ----- | ----- | ----- | ----- | ----- |
| 2 288 | 2 106 | 1 985 | 1 887 | 1 846 | 1 746 | 1 750 | 1 594 | 1 726 |

| 1911  | 1921  | 1926  | 1931  | 1936  | 1946  | 1954  | 1962  | 1968  |
| ----- | ----- | ----- | ----- | ----- | ----- | ----- | ----- | ----- |
| 1 702 | 1 501 | 1 783 | 1 753 | 1 834 | 1 533 | 2 057 | 2 582 | 3 272 |

| 1975  | 1982  | 1990  | 1999  | 2004  | 2009  | 2013  | - | - |
| ----- | ----- | ----- | ----- | ----- | ----- | ----- | - | - |
| 3 232 | 2 986 | 2 637 | 2 616 | 2 554 | 2 330 | 2 202 | - | - |

### Sports
- Amical Club Mouzon, club de football de la ville qui connut la Division 2 durant la saison 1971-1972 avant de fusionner en 1974 avec le Club sportif Sedan Ardennes pour donner le Club sportif Sedan Mouzon Ardennes.

## Culture locale et patrimoine

### Lieux et monuments
Mouzon abrite un ensemble architectural des XIIIe et XVIIe siècles, comprenant :
- L'ancien cloître du monastère bénédictin (XVIIe siècle) (maintenant utilisé comme maison de retraite) avec chapelle de l'ancienne abbaye bénédictine [17].
- Une Abbatiale Notre-Dame de Mouzon  gothique. L'édifice est classé  monument historique dès 1840[18].
- L'église Sainte-Geneviève de Mouzon, inscrite au titre des monuments historiques en 1987[19].
- Des vestiges de fortifications, dont la porte de Bourgogne (XVe – XVIIe siècle), vestiges inscrits au titre des monuments historiques en 1926[20].
- Des maisons anciennes dites maisons espagnoles inscrites au titre des monuments historiques en 1942[21].
- Un pigeonnier, qui abrite désormais, en saison, une annexe de l'Office de Tourisme.
- Le musée du feutre (unique en Europe), installé dans l'ancien corps de ferme jouxtant le colombier.
- L'église Saint-Georges Amblimont.
- L'église Saint-Laurent Villemontry.

En hauteur, à quelque distance de la ville, on trouve également :
- Le site gallo-romain du Flavier avec son fanum, classé monument historique en 1980[22].

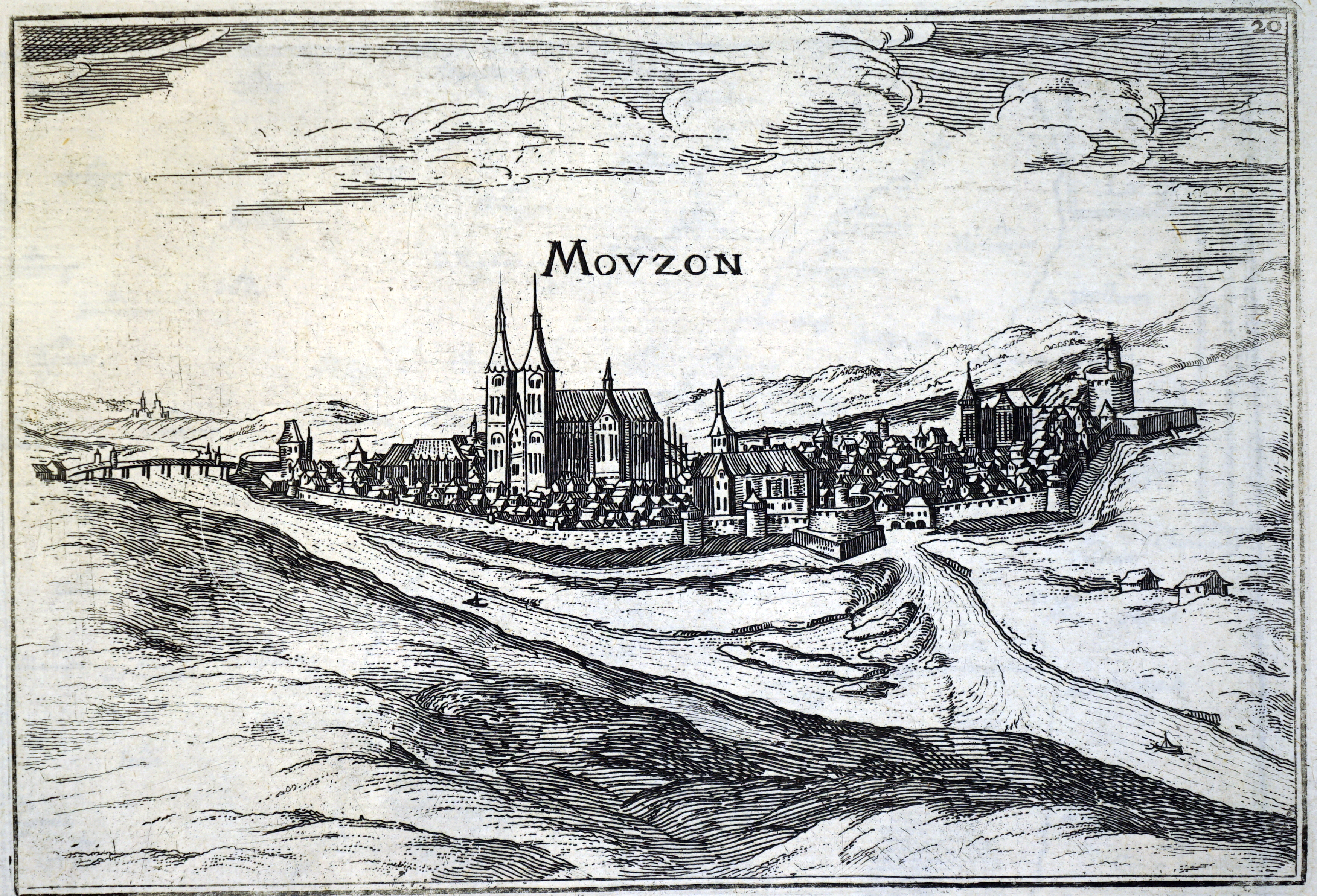
Dessin de Mouzon en 1634 par Christophe Tassin.
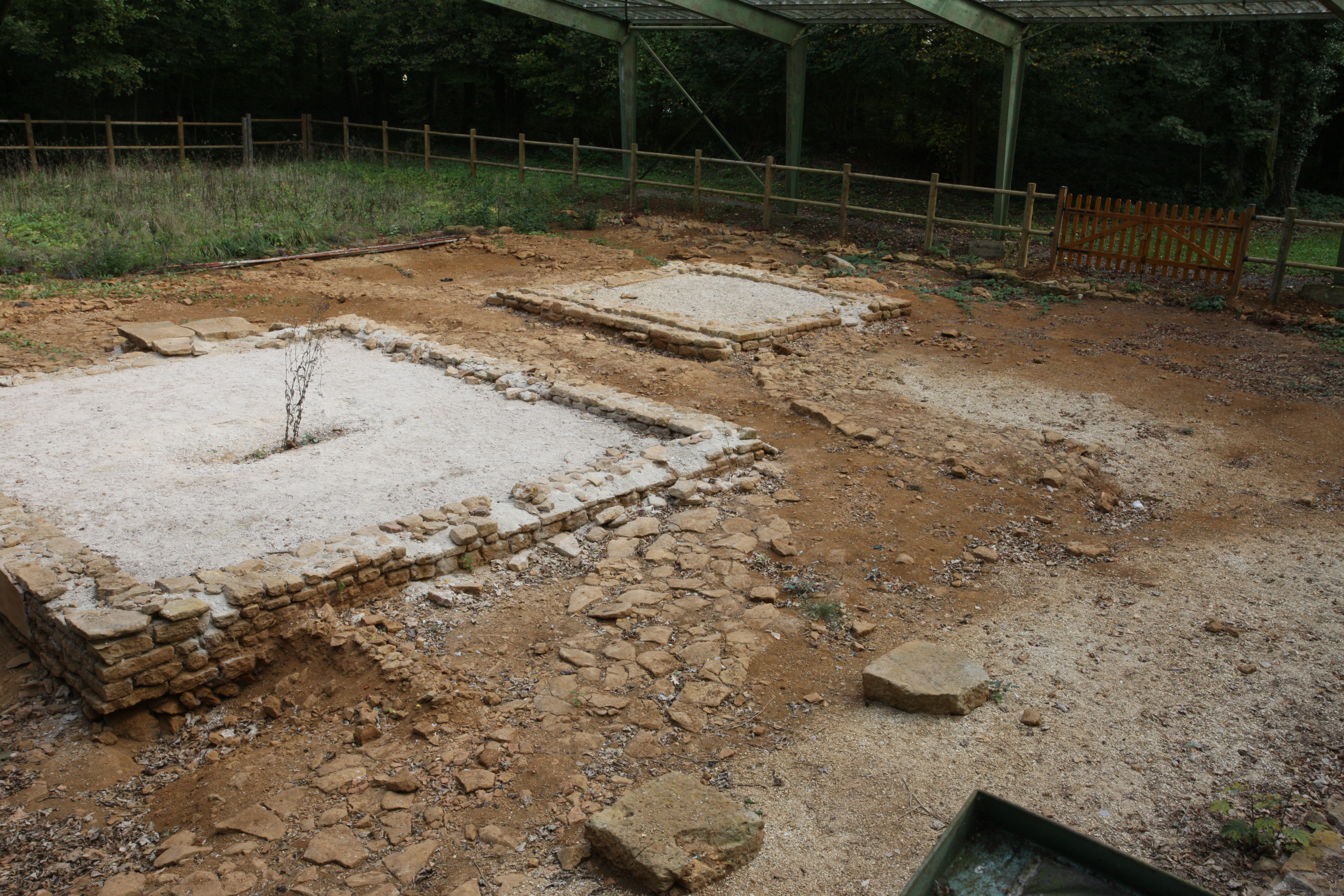
Le site gallo-romain du Flavier.
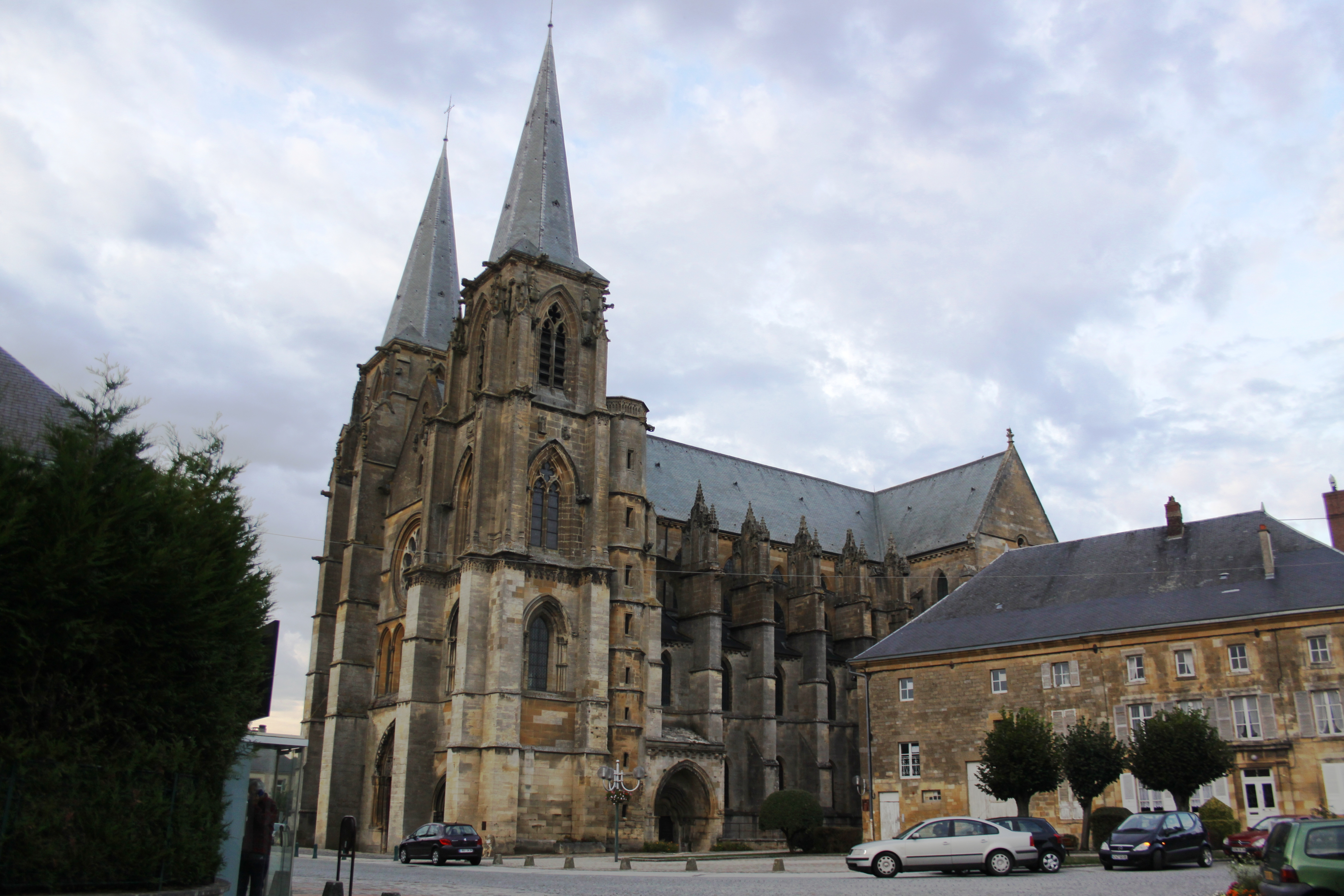
L'église abbatiale Notre-Dame.
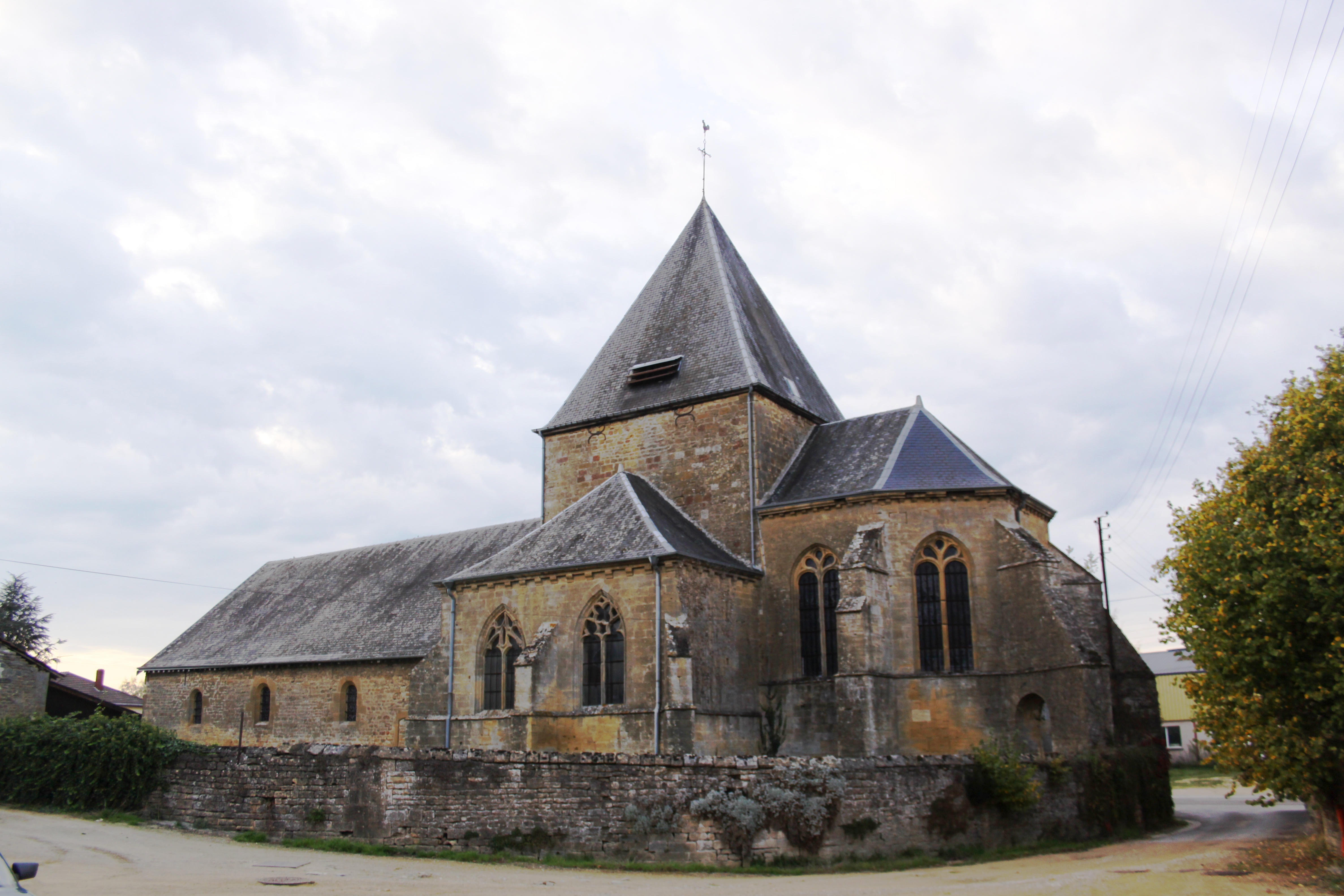
L'église Sainte-Geneviève.
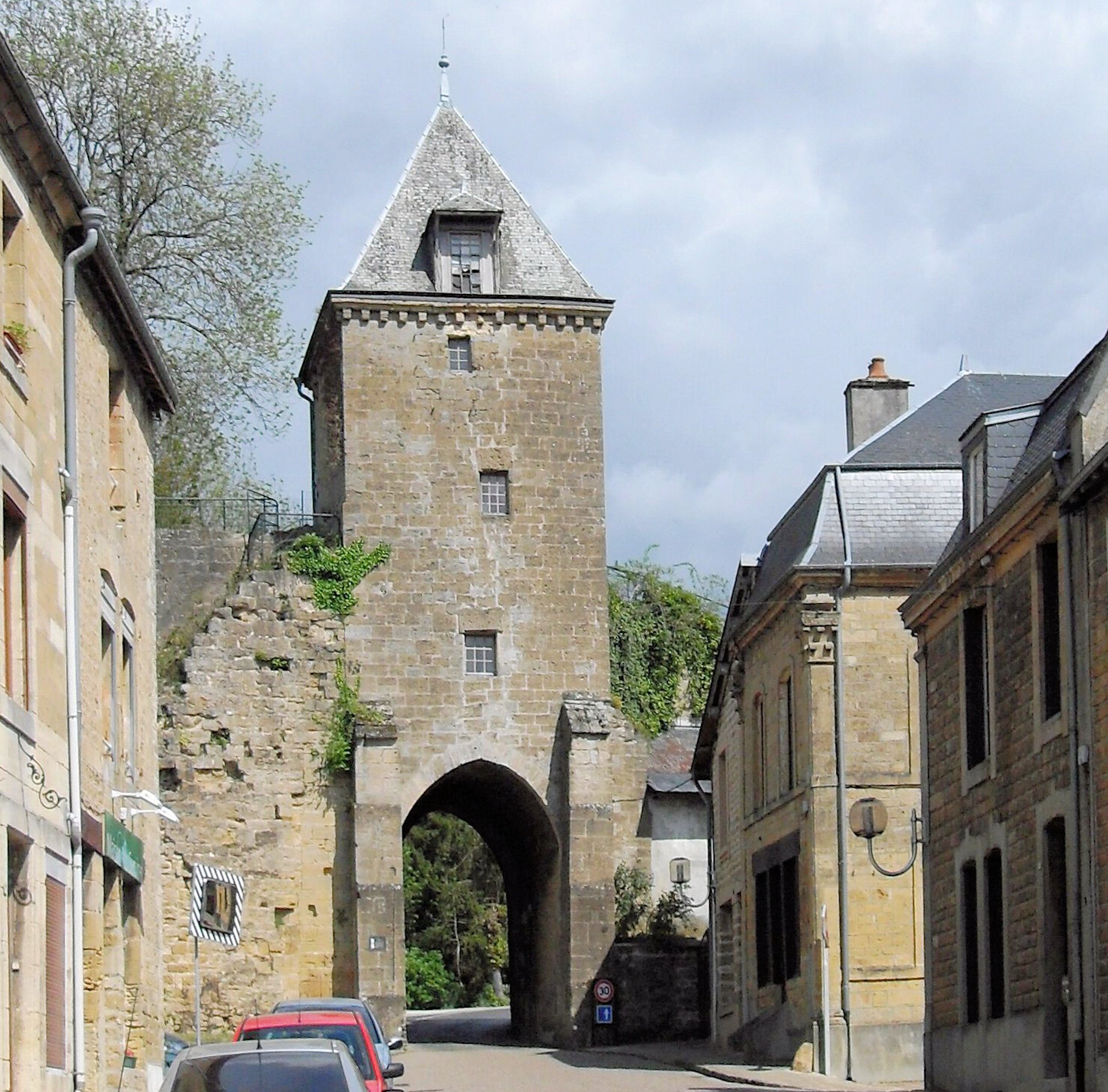
Les fortifications: la porte de Bourgogne.
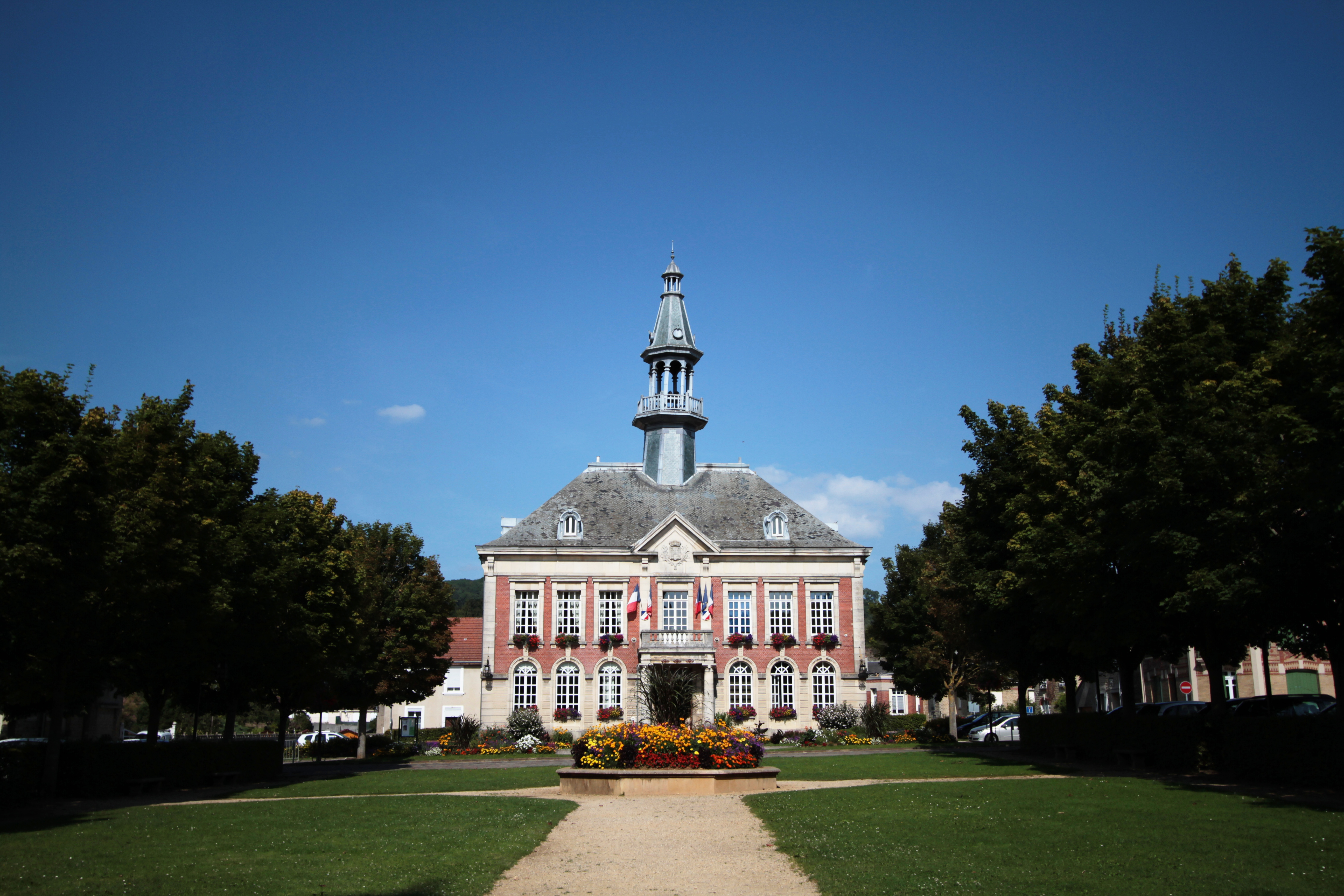
L'hôtel de ville.

### Héraldique
|  | Les armoiries de Mouzon se blasonnent ainsi : D’argent au château de trois tours de gueules, celle du milieu donjonnée et couverte, ouverte du champ et ajourée de sable, les deux autres tours sommées chacune d’un étendard d’azur semé de fleurs de lys d’or, ouvertes et ajourées aussi de sable. |

### Personnalités liées à la commune

#### Nées dans la commune
- Étienne Bauny (1564-1649), théologien
- Thomas-Claude Renart de Fuchsamberg (1642-1700), chef d'escadre dans la Marine royale, il termine sa carrière gouverneur général des îles d'Amérique (Antilles françaises).
- Jean Hardy (1762-1802), général des armées de la République française. Son nom est gravé sous l'arc de triomphe de l'Étoile, sur la 6e colonne.
- Pierre Paté-Desormes, artiste peintre (1777-1841), élève de François-André Vincent et de Jacques-Louis David
- Jules Pierrard (1808-1879), manufacturier,
- Abbé Miroy (1828-1871), prêtre fusillé par les Prussiens en 1871, accusé d’avoir abrité des francs-tireurs et d’avoir caché des armes
- François Sommer (1904-1973), officier du Groupe de bombardement Lorraine, Compagnon de la Libération,industriel
- Raymond Sommer (1906-1950), coureur automobile

#### Autres personnalités
- Colonel de Contenson, colonel du 5e régiment de cuirassiers, mort le 30 août 1870 en chargeant à la tête de son régiment[23]
- Alfred Sommer (1847-1917), industriel belge, fondateur de la manufacture de feutre de Mouzon.
- Roger Sommer (1877-1965), fils du précédent, aviateur